# Pédophobie
La pédophobie est la peur ou la crainte des enfants,,,,,. Son nom vient des termes grecs παῖς, paîs, enfant et φόβος, phobos, peur.
Le sens peut aussi désigner la notion d'une hostilité envers les enfants.

## Sources
1. ↑  Synapse Développement, « Définition : pédophobie - Le dictionnaire Cordial, Dictionnaire de français - French dictionary, nom », sur cordial.fr (consulté le 10 février 2018).
2. ↑  « Définition pédophobie - La-conjugaison.fr », sur la-conjugaison.nouvelobs.com (consulté le 10 février 2018).
3. ↑  (en) Paul Lewis, « Fear of teenagers is growing in Britain, study warns », sur The Guardian, 23 octobre 2010 (consulté le 10 février 2018).
4. ↑  (en) The Editors of Encyclopædia Britannica, « Pedophilia », sur britannica.com, 18 décembre 2017 (consulté le 10 février 2018).
5. ↑  Paul Denis, Les phobies, Paris, Presses universitaires de France - PUF, 20 avril 2011, 128 p. (ISBN 978-2-13-058665-4 et 2-13-058665-1, lire en ligne)
6. ↑  Christian Godin, La Fin de l'humanité, Ceyzérieu, Champ Vallon, 23 avril 2003, 229 p. (ISBN 2-87673-368-4, lire en ligne), p. 157